# 安塞尔·亚当斯
安塞尔·伊士顿·亚当斯（英語：Ansel Easton Adams，1902年2月20日—1984年4月22日，又譯作安瑟·亞當斯）是美国摄影师，生于旧金山。
他以拍摄黑白风景作品见长，其中最著名的是優勝美地国家公園系列。他也以摄影题材写作，如技术革新三部曲（《照相机》、《底片》和《冲印》）。他参与缔建的摄影社群f/64中，即可见爱德华·威斯顿、威拉德·范·戴克、伊莫金·坎宁安等大师的身影。他提出“区域系统”的技术概念，认为摄影师应借光线的变化，控制底片和相纸上的密度观感。亚当斯也倡导“可视化”的概念（他亦常称之为“前可视化”，但这个词并未为后世所接受），指照片给予人的观感，取决于光线的测量值，即在景物摄入镜头那一刻已经决定。

## 生平

### 早年
亚当斯出生于加利福尼亚州舊金山的一个上层家庭，父亲查尔斯·希区柯克·亚当斯（Charles Hitchcock Adams），母亲奥利弗·布雷·亚当斯（Olive Bray Adams）。亚当斯是家中独子，其名源于舅舅安塞尔·伊斯顿（Ansel Easton）。亚当斯家族早期在1700年代从爱尔兰移民新英格兰，但和早期美国总统约翰·亚当斯家族没有亲缘关系。亚当斯的祖父成功地经营着当地的木材生意。颇为戏剧性的是，作为一名环保分子，亚当斯在其后半生指责这种伐木行当摧毁了大片森林。
亚当斯的母亲家族则来自巴尔的摩，外祖父是一个成功的运货商，但后来在内华达的采矿和地产上的投资让他白白损失了大笔财富。
1902年2月，亚当斯在父母的床上降生，虽然非常活跃，但却体弱多病。1906年的舊金山大地震中，亚当斯的鼻子被打破，此后他也再未做过矫正手术，人们能明显发现他鼻梁上的断裂痕迹。这次地震也给童年的亚当斯带来巨大震撼，在他早期的记忆中，充斥着连篇毁坏的城市以及地震后的火灾场景。
亚当斯对事事要求划一的教育体制相当反感，13岁即离校自学，梦想成为钢琴家。14岁那年，他到優勝美地国家公园游玩，获赠一台照相机。在那儿，他也与维吉尼亚·贝斯特邂逅，她后来成了他的太太。那几年间，亚当斯在钢琴家或摄影师的职业选择间游移不定。
17岁时，亚当斯加入了山脉俱乐部，山脉俱乐部是一个致力于保护自然风景和资源的组织。他终身未曾脱离这个组织，还曾与太太分任俱乐部的领导人。年轻的时候，亚当斯是个狂热的登山爱好者，参与俱乐部一年一度的登高旅行，后来还负责过内华达山脉的首次登顶行动。1927年在優勝美地的半頂山上，他第一次发现原来在那个高度还是可以摄影的，用他的原话说：“……一首冷峻又炽热的真实的诗”。他从此成为环境保护论者，摄影作品呈现未沾人迹前的自然风光。山脉俱乐部也因此声望大增。
亚当斯限量发行的影集《内华达山脉：约翰·缪尔之踪迹》，配有他的述辞，出版于1940年，收益贡献作保护美洲杉和大峡谷之用。

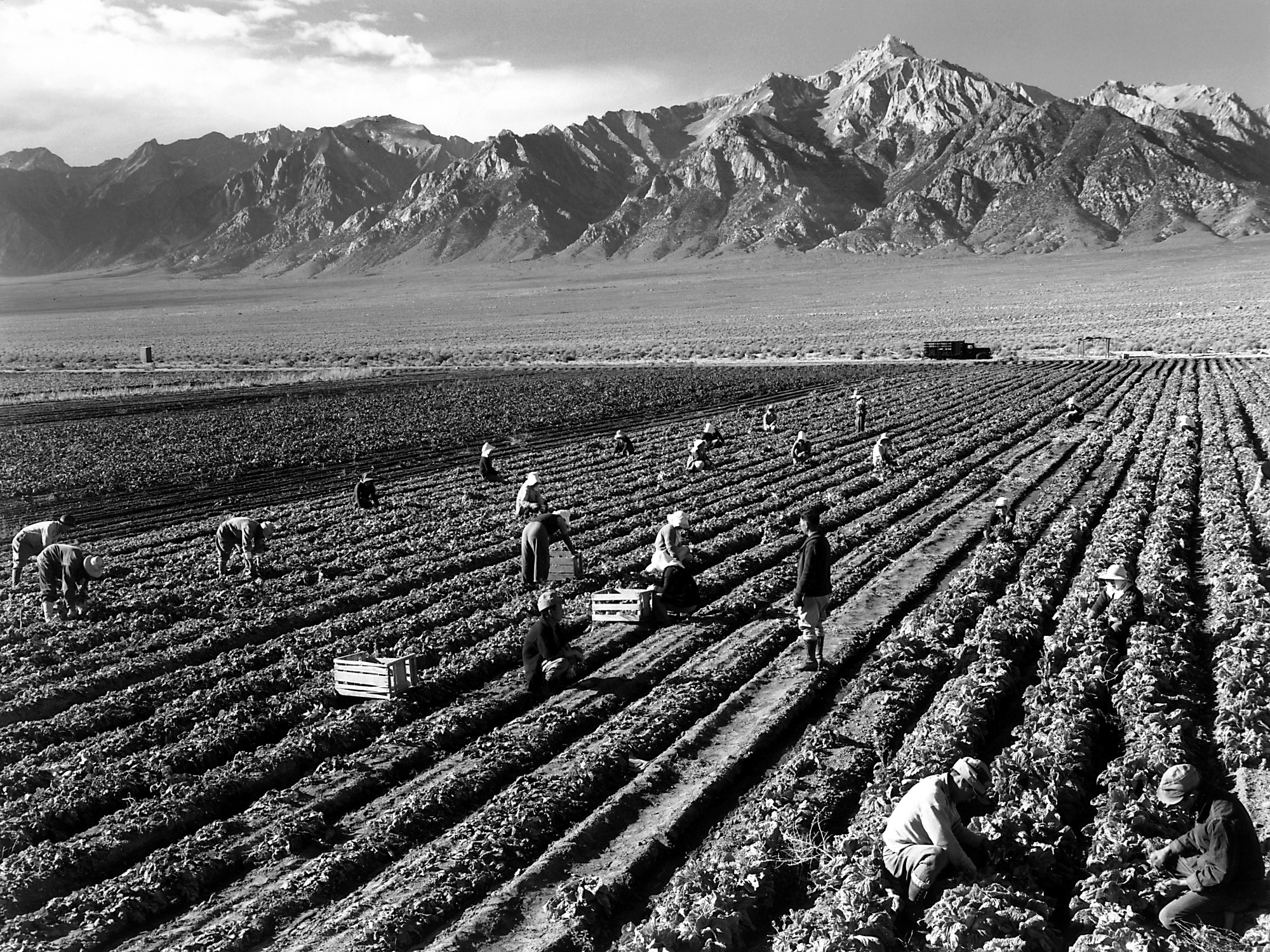
曼札纳国家历史地界的农场工人，背景是威廉森山

第二次世界大战期间，亚当斯挂职华盛顿中心的室内部门，专事摄影壁画创作。珍珠港事件后，他对战局甚感失望，跑到威廉森山下、欧文斯河谷的曼札纳国家历史地界取材。此行的摄影作品和随笔，在纽约现代艺术博物馆初次展出，出版时定名为《生而自由平等》，展现在曼札纳、加利福尼亚等地日裔美国人的处境。
亚当斯一生三度获颁古根漢獎金。1966年，他获美国艺术与科学学会奖金。1980年，吉米·卡特授予他总统自由勋章，这是国家给美国公民的最高褒奖。

## 作品列表
著名摄影作品

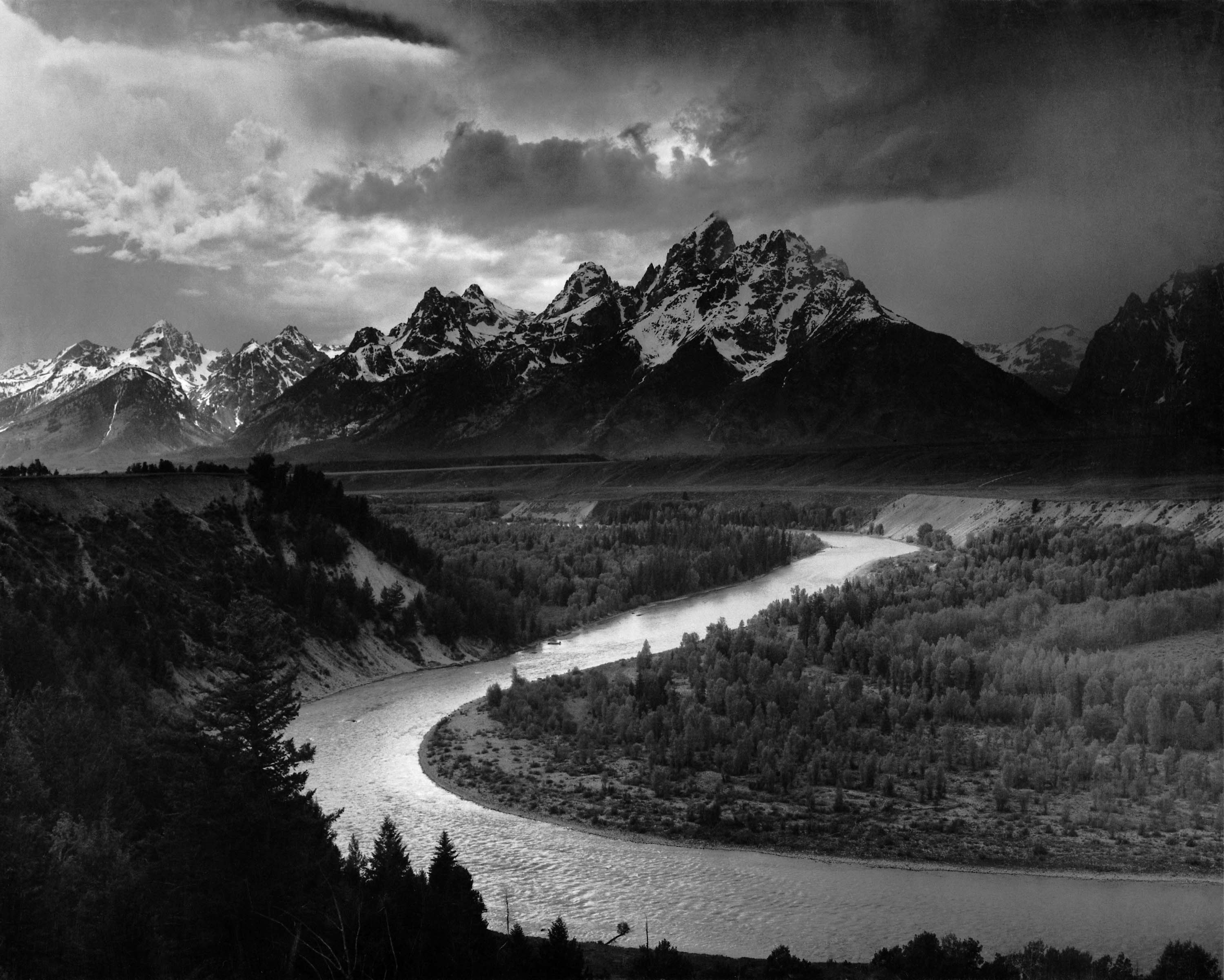
亚当斯名作：The Tetons and the Snake River

- Monolith, The Face of Half Dome, 1927.
- Rose and Driftwood, 1932.
- Clearing Winter Storm, 1940.
- Moon Rise over Hernandez, New Mexico, 1941.
- Ice on Ellery Lake, Sierra Nevada, 1941.
- 《De Chelly峽谷裡的歐姬芙與考斯》（Georgia O'Keeffe and Orville Cox at Canyon de Chelly）
- Aspens, New Mexico, 1958.

影集
- America's Wilderness, 1997.
- California, 1997.
- Yosemite, 1995.
- The National Park Photographs, 1995.
- Photographs of the Southwest, 1994.
- Ansel Adams: In Color, 1993.
- Our National Parks, 1992.
- Ansel Adams: Classic Images, 1986.

技术手册
- The Camera, 1995.
- The Negative, 1995.
- The Print, 1995.
- Examples: The Making of 40 Photographs